# Lijst van rivieren in Illinois
Dit is een onvolledige lijst van rivieren in Illinois.
- Apple River
- Big Muddy River
- Boneyard Creek
- Bonpas Creek
- Cache River
- Calumet River
- Chicago River
- Des Plaines River
- DuPage River
- Edwards River
- Elm River
- Embarras River
- Fox River, noord Illinois
- Fox River, zuid Illinois
- Galena River
- Grand Calumet River
- Green River
- Henderson Creek
- Illinois River
- Iroquois River
- Kankakee River
- Kaskaskia River
- Kishwaukee River
- Kyte River
- La Moine River
- Leaf River
- Little Calumet River
- Little Embarras River
- Little Mackinaw River
- Little Marys River
- Little Menominee River
- Little Muddy River
- Little Vermilion River
- Little Wabash River
- Mackinaw River
- Macoupin Creek
- Marys River
- Mazon River
- Menominee River
- Middle Fork Vermilion River
- Mississippi River
- Ohio River
- Pecatonica River
- Piscasaw Creek
- Plum River
- Rock River
- Saline River
- Salt Creek
- Sangamon River
- Sinsinawa River
- Skillet Fork
- Skokie River
- Somonauk Creek
- Spoon River
- Sugar River
- Vermilion River
- Wabash River
- West Okaw River
- Wood River

Alabama · Alaska · Arizona · Arkansas ·  Californië · Colorado · Connecticut · Delaware · Florida · Georgia · Hawaï · Idaho ·  Illinois · Indiana · Iowa · Kansas · Kentucky · Louisiana · Maine · Maryland · Massachusetts · Michigan · Minnesota · Mississippi · Missouri · Montana · Nebraska · Nevada · New Hampshire · New Jersey · New Mexico · New York ·  North Carolina · North Dakota · Ohio · Oklahoma · Oregon · Pennsylvania · Rhode Island · South Carolina · South Dakota · Tennessee · Texas · Utah · Vermont · Virginia · Washington (staat) · Washington D.C. · West Virginia · Wisconsin · Wyoming